# Mongoloraphidia eklipes
Mongoloraphidia eklipes är en halssländeart som beskrevs av U. Aspöck och H. Aspöck 1993. Mongoloraphidia eklipes ingår i släktet Mongoloraphidia och familjen ormhalssländor. Inga underarter finns listade i Catalogue of Life.